# La ragazza dagli occhi verdi
La ragazza dagli occhi verdi (Girl with Green Eyes) è un film del 1964 diretto da Desmond Davis tratto dal romanzo La ragazza dagli occhi verdi di Edna O'Brien.